# Пустовойтовка
Пустовойтовка (укр. Пустовійтівка) — село,
Пустовойтовский сельский совет,
Роменский район,
Сумская область,
Украина.
Код КОАТУУ — 5924187901. Население по переписи 2001 года составляло 1252 человека.
Является административным центром Пустовойтовского сельского совета, в который, кроме того, входят сёла
Волковцы,
Герасимовка,
Зиново,
Правдюки,
Скрипали и
Шиловское.

## Географическое положение

Николаевская церковь

Село Пустовойтовка находится на левом берегу реки Сула,
выше по течению на расстоянии в 1,5 км расположено село Волковцы,
ниже по течению на расстоянии в 1 км расположено село Герасимовка,
на противоположном берегу — сёла Загребелье и Плавинище.
Река в этом месте извилистая, образует лиманы, старицы и заболоченные озёра.
Рядом проходит автомобильная дорога Н-07.

## История
- Село Пустовойтовка известно с 1252 года.

## Объекты социальной сферы
- Дом культуры.

## Достопримечательности
- Николаевская церковь, 1900—1906 гг.
- Церковь Св. Троицы, 1773 г.

## Известные жители и уроженцы
- Калнышевский Пётр Иванович (1691—1803) — последний кошевой атаман Запорожской Сечи.
- Коваленко, Иван Маркович (1925—2004) — Герой Социалистического Труда.